# Iepure cu coadă de bumbac
Iepurii cu coadă de bumbac sunt iepurii ce alcătuiesc genul Sylvilagus. Se găsesc în America.

## Specii
Sunt actualmente recunoscute următoarele specii extante de iepuri cu coadă de bumbac:
- Genul Sylvilagus
  - Subgenul Microlagus
    - Sylvilagus bachmani

  - Subgenul Tapeti
    - Sylvilagus andinus
    - Sylvilagus apollinaris
    - Iepure de apă (Sylvilagus aquaticus)[7]
    - Iepure sălbatic brazilian (Sylvilagus brasiliensis)[8]
    - Sylvilagus daulensis
    - Sylvilagus dicei
    - Sylvilagus fulvescens
    - Sylvilagus gabbi
    - Sylvilagus incitatus
    - Sylvilagus insonus
    - Sylvilagus nicefori
    - Iepure de mlaștină (Sylvilagus palustris)[7]
    - Sylvilagus parentum
    - Sylvilagus salentus
    - Sylvilagus sanctaemartae
    - Sylvilagus surdaster
    - Sylvilagus tapetillus
    - Sylvilagus varynaensis

  - Subgenul Sylvilagus
    - Sylvilagus audubonii
    - Sylvilagus cunicularis
    - Iepure de pădure din Florida (Sylvilagus floridanus)[8]
    - Sylvilagus graysoni
    - Sylvilagus nuttallii
    - Sylvilagus obscurus
    - Sylvilagus holzneri
    - Sylvilagus transitionalis